# Carollia castanea
Carollia castanea — вид родини листконосові (Phyllostomidae), ссавець ряду лиликоподібні (Vespertilioniformes, seu Chiroptera).

## Поширення
Країни проживання: Болівія, Бразилія, Колумбія, Коста-Рика, Еквадор, Французька Гвіана, Гаяна, Гондурас, Нікарагуа, Панама, Перу, Суринам, Венесуела. Цей вид є найбільш спеціалізованих в плодах Перцю. Харчується поблизу вологих районів, найчастіше в тропічних вічнозелених лісах.